# The Beano
Beano är en av de mest kända brittiska serietidningarna genom tiderna, utgiven än idag av DC Thomson. 

## Historik
Första numret av Beano kom ut den 30 juli 1938, då under namnet The Beano Comic. Med sitt nya mindre format, serier med pratbubblor och mer underhållande och mindre barnpedagogisk inriktning än vad som brukligt var, markerade Beano (och systertidningen Dandy) startpunkten för de moderna serietidningarnas historia i Storbritannien.
I början innehöll Beano även en hög andel texthistorier, men idag har den utvecklats till en mer eller mindre renodlad serietidning.

## Serierna i Beano
Genom tiderna har Beano innehållit alla möjliga sorters serier, men från början låg tyngdpunkten på humorserier för barn. "Big Eggo", en serie om en struts, var en av de första favoriterna. En annan av dessa tidiga humorserier var "Lord Snooty" som handlade om en minderårig och bortskämd hertig. 
Genom åren kom en mängd andra humorserier att prägla tidningen, såsom Hugh McNeills "Pansy Potter", David Laws "Dennis the Menace" (den brittiska serien, ej att förväxla med amerikanska Dennis), Ken Reids "Roger the Dodger" och Malcolm Judges "Billy Whizz".
Störst bland tidningens humorserieskapare torde dock Leo Baxendale vara. Hans respektlösa busfrön i serier som "Bash Street Kids", "Little Plum" och "Minnie the Minx" har blivit något av ett signum för tidningen. 
Ett annat signum är Beanos äventyrsserier med minderåriga äventyrare, hjältar och brottsbekämpare i huvudrollerna. Redan 1944 introducerades "Jimmy and his Magic Patch" i tidningen. "Jimmy" tecknades av Dudley D. Watkins och handlade om en pojke vars byxor hade blivit lappade med en bit från en flygande matta.
Genom åren kom Jimmy att följas av mängder av unga äventyrare i tidningen, till exempel "General Jumbo", befälhavare för en leksaksarmé, "Billy the Cat and Katie", två unga brottsbekämpare i kattdräkter, "Iron Fish" om två syskon i en mini-ubåt, "Q-Bikes", ett gäng mysterielösande barn på cyklar, samt "Jack Flash", en ung snabblöpande superhjälte inspirerad av amerikanska Flash (Blixten). 
Den orealistiska idén med barn i hjälteroller har varit väldigt populär, men har även gett upphov till elaka parodier och travestier, såsom ett av äventyren i Grant Morrisons "Zenith" där flera av ovanstående figurer massakreras.

## Lista över serier i Beano
Här listas några av de serier som förekommit i Beano under årens lopp:
- Bash Street Kids
- Big Eggo
- Billy the Cat
- Billy Whizz
- Dennis the Menace
- General Jumbo
- The Iron Fish
- Jack Flash
- Jimmy and his Magic Patch
- Little Plum
- Lord Snooty
- Minnie the Minx
- The Numskulls
- Pansy Potter
- Roger the Dodger